# Wigton
Wigton est une ville dans le Cumbria en Angleterre, située à 16,6 kilomètres de Carlisle. Sa population est de 5 360 habitants (2001).

## Personnalités liées à la ville
- William Henry Bragg (1862-1942), physicien et un chimiste. Il partage avec son fils, William Lawrence Bragg, le prix Nobel de physique de 1915, y est né.
- William Miller (1864-1945), journaliste et historien, spécialisé dans l'étude du Moyen-Âge, y est né.